# Messarasletten
Messarasletten eller blot Messara (græsk: Μεσσαρά) er en alluvial slette på det sydlige Kreta, der strækker sig omkring 50 km vest-øst og 7 km nord-syd, hvilket gør den til den største slette på Kreta.
På en bakke i den vestlige ende er ruinerne af Festos, tæt på midten er ruinerne af den gamle by Gortyna
Siden 1500 f.Kr. har sletten udvidet sig med op til 6 km på grund af en ophobning af alluvialt sediment. Ler fra Messara har vist sig at være kilden til betydelige mængder minoisk keramik; jord og klippetyper fra udkanten af Messara, især forbjergene af Asterousia-bjergene i syd og mod nord forbjergene af Psiloritis-bjergene.
I Messara dyrkes der oliven, der er vinmarker og gartnerier. En del af de produkter, der dyrkes her, bruges på hjemmemarkedet, men en betydelig del af den producerede olivenolie eksporteres til europæiske markeder. Messara-sletten er også hjemsted for den oprindelige Messara-hest.